# 琵琶晨光
琵琶晨光（日語：ビワハヤヒデ），是日本純種競賽馬匹。生涯稱霸中長途賽事，曾勝出1993年菊花賞及1994年春季天皇賞和寶塚紀念，與成田大進及勝利獎券一同被稱爲「93世代三強」或「BNW三強」。

## 出賽前
1990年3月10日出生於福島縣桑折町早田牧場，出生後隨即被轉移至到北海道新冠町早田牧場新冠分場。
成長途中被北海道門別町（今日高町）日西牧場負責人高山裕基相中並推薦予馬主中島勇，中島得悉後聯絡牧場方面將琵琶晨光購入，馬主名義則以其經營的Biwa Co. Ltd.登錄。

## 競賽生涯

### 3歲（現2歲）
陣營原定安排其出戰1992年8月於小倉競馬場舉行的3歲新馬戰，然而於其身體出現狀況之下改爲出戰9月13日於阪神競馬場的3歲新馬戰。比賽途中其以中團戰術搭配直路上的末腳，最終以拋離第二名10馬位以上的大差優勢取得首勝。
其後出戰公開賽紅葉錦標，直路上再度爆發速度之下，以破紀錄的1分34.3秒獲得優勝。
完成紅葉錦標後練馬師濱田光正爲了備戰來年的皋月賞，原定安排其出戰1800米賽程的京都三歲錦標，但於馬主Biwa Co. Ltd.的負責人中島勇要求贏得分級賽之下，縮程出戰1400米的每日盃三歲錦標。比賽開始後，其於初段保持緩慢的節奏，進入直路後突然加速衝出，最終以2馬位優勢及破紀錄的1分21.7秒取得首個分級賽冠軍。
12月13日出戰朝日盃三歲錦標，因媒體以「小栗帽、目白麥昆再來」的名號稱呼琵琶晨光，賽前受到極大關注且以1.3倍獨贏賠率奪得第一人氣。比賽開始後，其處於中團位置追走，通過最後彎道前開始發力並於直路入口佔據先頭的位置。然而於直路上，即使琵琶晨光高速衝刺，然而被處於後方的L-Way Win以更凌厲的速度趕過，最終其以頸位差距落敗。。

### 4歲（現3歲）
1993年以共同通信盃四歲錦標作爲年度首戰，然而於直路上未能追上前方的Meiner Remark，最終以鼻位差距憾負。
完成共同通信盃四歲錦標後，由於琵琶晨光連續兩戰以第一人氣落敗，因而陣營決定更換主戰騎師。起初練馬師濱田推薦被稱爲「天才」的武豐作爲人選，然而馬主中島認爲武豐目前而言職業生涯過短且經驗尚未成熟，因而拒絕此提案並將老資歷納入條件之中。最終於陣營商討及多方面交涉過後，初步敲定將邀請岡部幸雄作爲琵琶晨光的新一任主戰騎師。
3月20日出戰若葉錦標，正式由岡部執繮。比賽開始後，其處於第三的先頭位置逐步推進，通過第四彎道後和從後衝出的Ken Tony O呈現平頭姿態。進入直路後，其隨即和對手展開爭奪，最終琵琶晨光於騎師岡部未加一鞭的情況下以2馬位優勢輕鬆取勝。
4月18日出戰經典三冠首關皋月賞，僅次於彌生賞冠軍勝利獎券取得第二人人氣。比賽開始後，其未於積極爭搶位置之下於中團較前展開推進，比賽途中保持穩定節奏。通過最後彎道後爬升至到第二的位置，雖然於直路上成功加速並擺脫勝利獎券，但此時第三人氣由武豐策騎的成田大進於大外檔以凌厲的姿態衝出，最終琵琶晨光無法抵擋對手之下以頸位差距落敗得第二。
5月30日出戰東京優駿（日本打吡），再度獲得第二人氣。比賽開始後，其選擇於中團的位置追走。通過第三彎道後，騎師岡部指揮琵琶晨光抽入內欄進佔位置，並於進入直路後開始加速。直路中段，其憑藉處於內欄位置減省腳程的優勢，於直路上不斷超越對手並縮窄於前方的差距，但最終仍然以1/2馬位落後一早於處於先頭的勝利獎券德第二。
夏季休養過後出戰神戶新聞盃，由於前兩冠之冠軍成田大進及勝利獎券缺席，琵琶晨光以1.6倍獨贏賠率獨攬第一人氣。比賽開始後因出閘順利選擇緊跟領放的Nehai Caesar於第二推進，進入直路後響應騎師岡部的加速指令，最終於150米領先對手，更拉開1 1/2馬位獲勝。
11月7日出戰三冠尾關菊花賞，由於成田大進賽前因肺部出血狀態不佳，因而本次比賽被外界視爲其和贏得另一場前哨戰京都新聞盃的勝利獎券的一對一決戰。比賽開始後，其繼續選擇於較前的第三位置展開推進，通過第三彎道後開始準備加速，並於第四彎道時候取得領先。進入直路後，其繼續加速衝刺，最終突放之下拉開第二的Stage Champ達5馬位，亦以破紀錄的3分4.7秒奪得首個一級賽冠軍。至於陣營方面，練馬師濱田及馬主中島均憑藉此次勝利奪得首個一及賽頭銜。
12月26日以馬迷投票第一名出戰有馬紀念，即使此戰爲其首次和年長馬決戰，其仍然取得第一人氣。比賽開始後，其以和菊花賞相仿弗節奏推進，並於最後彎道進佔領先的位置進入直路。進入直路後，其開始加速衝刺，然而此時後方的東海帝王的跟進發力，兩駒隨即展開纏鬥。最終琵琶晨光於最後200米開始落於下風，於最後關頭被對手超越，以1/2馬位差距落敗得亞軍。
年末，由於其勝出菊花賞及於其他兩冠加上有馬紀念的優秀表現，於評選中以166票當選最佳4歲雄馬，更以87票問鼎日本馬王寶座。

### 5歲（4歲）
1994年以京都紀念作爲年度首戰，儘管首次面對好至黏地及背負生涯最重的59公斤負磅數，依然可以於其中跑出全場最快末腳，以7馬位的恐怖優勢奪得勝利。
其後以極佳的狀態出戰春季天皇賞，由於老對手勝利獎券及諸如東海帝王和米浴等前輩紛紛避戰，其再度以壓倒性的1.3倍獨贏賠率獲得第一人氣。比賽開始後，其跟隨前方領放的Roubles Act於第二的位置逐步推進，然而受到比賽初段較慢步速的影響，其節奏有些微被打亂車且開始有焦躁的表現，所幸於騎師岡部的控制下些微穩定。進入直路後，比賽途中一直抑制衝刺慾望的琵琶晨光終於於騎師岡部的指揮下衝出，瞬間奪得領先後繼續保持加速力，最終成功以1 1/4馬位優勢壓贏後上的成田大進奪得第二個一級賽冠軍。
6月12日出戰寶塚紀念，比賽初段選擇先行戰術於約莫第四的位置推進，通過第四彎道時經已開始加速並佔先。進入直路後，儘管其於本次比賽較早發力加速，但仍然保有餘力轟出全場最快的後600米35.0秒末腳，以拋離第二Ayrton Symboli 5馬位的無敵姿態於一級賽再下一城。
完成夏季的放草過後，於秋季以產經賞作爲首戰，再度和勝利獎券決戰。比賽開始後，其一直保持於先頭有利位置，進入直路後開始加速，最終以1 3/4馬位輕鬆戰線對手。
儘管於此賽事取得勝利，賽後陣營認爲琵琶晨光的身體狀態並不樂觀，尤其練馬師濱田表示其體重經已跌至生涯最輕的470公斤且沒有任何增長的跡象。
10月30日出戰秋季天皇賞，儘管賽前接受訓練及調整，但仍然以470公斤的較輕體重出戰此賽事。比賽途中一如既往地選擇先行戰術，並於通過最後彎道時進佔領先位置。然而於直路上其突然力弱並失速，最終被後方賽駒追過之下以第五完賽。
賽後鞍上的騎師岡部發現其腳部有異常並下馬，琵琶晨光隨即被運馬車運走並接受檢查，最終結果爲左前腳確診肌腱炎。陣營經過謹慎商討過後決定安排其退役，並於11月2日對外公佈此項消息。
年末，由於其在春季以無敵的姿態勝出兩項一級賽，因而於評選中以160票當選最佳5歲及以上雄馬，但於日本馬王評選中聲勢完全被奪得經典三冠的半弟成田拜仁壓過，1票未得之下未能蟬聯此榮譽。

### 詳細賽績
| 日期       | 舉辦國家 | 馬場 | 距離   | 級別 | 賽事名稱           | 負重 | 騎師     | 馬號 | 出馬 | 名次 | 時間   | 頭馬（二馬）       |
| ---------- | -------- | ---- | ------ | ---- | ------------------ | ---- | -------- | ---- | ---- | ---- | ------ | ------------------ |
| 13/9/1992  | 日本     | 阪神 | 草1600 |      | 3歲新馬            | 53   | 岸滋彦   | 4    | 14   | 1    | 1:38.3 | （T.M.Shinzan）    |
| 20/10/1992 | 日本     | 京都 | 草1600 | OP   | 紅葉錦標           | 53   | 岸滋彦   | 8    | 10   | 1    | 1:34.3 | （Silk Moonlight） |
| 7/11/1992  | 日本     | 京都 | 草1400 | GII  | 每日盃三歲錦標     | 54   | 岸滋彦   | 8    | 9    | 1    | 1:21.7 | （T.M.Hurricane）  |
| 13/12/1992 | 日本     | 中山 | 草1600 | GI   | 朝日盃三歲錦標     | 54   | 岸滋彦   | 7    | 12   | 2    | 1:35.5 | L-Way Win          |
| 14/2/1993  | 日本     | 東京 | 草1800 | GIII | 共同通信盃四歲錦標 | 57   | 岸滋彦   | 1    | 9    | 2    | 1:48.7 | Meiner Remark      |
| 20/3/1993  | 日本     | 中山 | 草0000 | OP   | 若葉錦標           | 56   | 岡部幸雄 | 8    | 8    | 1    | 2:00.9 | （Ken Tony O）     |
| 18/4/1993  | 日本     | 中山 | 草2000 | GI   | 皋月賞             | 57   | 岡部幸雄 | 18   | 18   | 2    | 2:00.3 | 成田大進           |
| 30/5/1993  | 日本     | 東京 | 草2400 | GI   | 東京優駿           | 57   | 岡部幸雄 | 7    | 18   | 2    | 2:25.6 | 勝利獎券           |
| 26/9/1993  | 日本     | 阪神 | 草2000 | GII  | 神戶新聞盃         | 56   | 岡部幸雄 | 1    | 9    | 1    | 2:02.9 | （Nehai Caesar）   |
| 7/11/1993  | 日本     | 京都 | 草3000 | GI   | 菊花賞             | 57   | 岡部幸雄 | 7    | 18   | 1    | 3:04.7 | （Stage Champ）    |
| 26/12/1993 | 日本     | 中山 | 草2500 | GI   | 有馬紀念           | 55   | 岡部幸雄 | 13   | 14   | 2    | 2:31.0 | 東海帝王           |
| 13/2/1994  | 日本     | 阪神 | 草2200 | GII  | 京都紀念           | 59   | 岡部幸雄 | 6    | 10   | 1    | 2:16.8 | （Roubles Act）    |
| 24/4/1994  | 日本     | 阪神 | 草3200 | GI   | 春季天皇賞         | 58   | 岡部幸雄 | 11   | 11   | 1    | 3:22.6 | （成田大進）       |
| 12/6/1994  | 日本     | 阪神 | 草2200 | GI   | 寶塚紀念           | 56   | 岡部幸雄 | 13   | 14   | 1    | 2:11.2 | （Ayrton Symboli） |
| 18/9/1994  | 日本     | 中山 | 草2200 | GIII | 產經賞             | 57   | 岡部幸雄 | 8    | 8    | 1    | 2:14.5 | （勝利獎券）       |
| 30/10/1994 | 日本     | 東京 | 草2000 | GI   | 秋季天皇賞         | 58   | 岡部幸雄 | 2    | 13   | 5    | 1:59.1 | Neihai Caeser      |

## 退役後
退役後，琵琶晨光成爲了配種馬，於北海道門別町（今日高町）日西牧場休養，在1995年進行配種。首批子嗣於1996年出生。首批子嗣可於1998年出賽。
2005年由配種馬退役，繼續於日西牧場以功勞馬身份進行養老生活。
2019年9月16日日西牧場的職員發現其被不明人士剪去範圍約10厘米乘10厘米的毛髮，同樣被害的有於同町凡爾賽牧場養老的大樹快車和玫瑰帝國、及於北海道浦河町浦河優駿度假村AERU養老的勝利獎券。此大規模惡意事件發生後隨即引起相關人士及日本社會的關注，導致衆多牧場及馬房改革參觀時的規矩，如凡爾賽牧場收緊了參觀者的資格，琵琶晨光所在的日西牧場更於其後直接拒絕開放給予外來人士。
2020年7月21日，其因衰老以30歲的高齡於養老地日西牧場死亡。

## 血統簡介
父系Sharrood爲美國生產的英國賽駒，生涯戰績不俗，曾勝出二級賽星條旗讓賽及艾迪李德讓賽，亦於一級賽雅靈頓百萬金大賽跑獲第二。祖父Caro爲愛爾蘭生產的法國賽駒，生涯戰績優秀，曾勝出法國二千堅尼及伊斯巴翰錦標等賽事。
母系Pacificus爲美國生產的英國賽駒，生涯戰績不佳僅勝出兩場賽事。外祖父北地舞人爲加拿大賽駒，爲美國三冠賽雙冠軍馬，退役後亦爲著名種馬，被譽爲當時改變世界的種馬之一。

### 血統表
| 父線：Fortino系（Grey Sovereign系）    |                                 |               |                    |
| 種馬 Sharrood 1983年（灰色）           | Caro 1967年（灰色）             | Fortino       | Grey Soverign      |
| 種馬 Sharrood 1983年（灰色）           | Caro 1967年（灰色）             | Fortino       | Ranavalo           |
| 種馬 Sharrood 1983年（灰色）           | Caro 1967年（灰色）             | Chambord      | Chamossaire        |
| 種馬 Sharrood 1983年（灰色）           | Caro 1967年（灰色）             | Chambord      | Life Hill          |
| 種馬 Sharrood 1983年（灰色）           | Angel Island 1976年（深棗色）   | Cougar        | Talf of Two Cities |
| 種馬 Sharrood 1983年（灰色）           | Angel Island 1976年（深棗色）   | Cougar        | Cindy Lou          |
| 種馬 Sharrood 1983年（灰色）           | Angel Island 1976年（深棗色）   | Who's to Know | Fleey Nasrullah    |
| 種馬 Sharrood 1983年（灰色）           | Angel Island 1976年（深棗色）   | Who's to Know | Masked Lady        |
| 繁殖雌馬 Pacificus 1981年（棗色）      | 北地舞人 1961年（棗色）         | 新北區        | Nearco             |
| 繁殖雌馬 Pacificus 1981年（棗色）      | 北地舞人 1961年（棗色）         | 新北區        | Lady Angela        |
| 繁殖雌馬 Pacificus 1981年（棗色）      | 北地舞人 1961年（棗色）         | Naltama       | 天才舞者           |
| 繁殖雌馬 Pacificus 1981年（棗色）      | 北地舞人 1961年（棗色）         | Naltama       | Almahmoud          |
| 繁殖雌馬 Pacificus 1981年（棗色）      | Pacific Princess 1973年（棗色） | Damascus      | 劍舞者             |
| 繁殖雌馬 Pacificus 1981年（棗色）      | Pacific Princess 1973年（棗色） | Damascus      | Kerala             |
| 繁殖雌馬 Pacificus 1981年（棗色）      | Pacific Princess 1973年（棗色） | Fiji          | Acropolis          |
| 繁殖雌馬 Pacificus 1981年（棗色）      | Pacific Princess 1973年（棗色） | Fiji          | Rififi             |
| 雌系：Pacific Princess系（號族：13-a） |                                 |               |                    |
| 五代內近親交配：Nasrullah 5×5          |                                 |               |                    |

## 命名由來
名字中，Biwa（ビワ）是馬主Biwa Co. Ltd.冠名，出自公司名字及位於滋賀縣的琵琶湖，Hiyahide（ハヤヒデ）就是馬主寄望其生涯可以兼具「速」（ハヤ）及「秀」（ヒデ）的特質，由於此部分亦可轉寫為漢字「早日」，因而香港取此意思，將其翻譯為「晨光」。

## 外部連結
- 琵琶晨光 netkeiba.com （页面存档备份，存于）
- 血統表 （页面存档备份，存于）